# 日和田町八丁目
日和田町八丁目（ひわだまち はっちょうめ）は、福島県郡山市の大字である。郵便番号は963-0533。

## 地理
郡山市北部の日和田地区に属する。北で日和田町梅沢、北東で西田町鬼生田、東で西田町三町目、西田町芹沢、西田町根木屋、南東で富久山町堂坂、南で富久山町福原、西で日和田町とそれぞれ隣接する。概ね町村制施行以前の安積郡八丁目村の流れを汲む地域である。一級水系阿武隈川左岸支流藤田川最下流左岸流域を主な範囲とする。川沿いをはじめとした平地に水田が広がり、内陸部に丘陵が点在し、山裾や高台に集落がある。日和田町に所在する郡山北警察署日和田駐在所、郡山消防署日和田分署がそれぞれ管轄にあたる。

### 主な字
字
- 向市坪
- 葛崖
- 笠松
- 椚山
- 西坂口
- 東坂口

- 小和滝
- 雷神堂
- 坂堀田
- 赤坂前
- 深谷
- 北深谷

- 竹ノ作
- 根岸
- 東山田
- 門前
- 黒磯
- 田上

- 西鹿島後
- 早稲ケ原
- 鍛治ケ入
- 仲頃
- 堰山
- 仲鹿島後

- 市坪
- 馬番坦
- 樋口

### 河川・湖沼
一級水系阿武隈川水系
- 阿武隈川
  - 藤田川
  - 市坪川

## 歴史
- 1879年1月27日 - 旧二本松藩領八丁目村が福島県内における郡区町村制の施行により安積郡の村となる。
- 1889年4月1日 - 町村制の施行により八丁目村が周辺3村と合併し安積郡山野井村が発足する。旧八丁目村域は山野井村の大字となる。
- 1925年8月1日 - 山野井村が町制施行、改称し日和田町となり、日和田町の大字となる。
- 1965年5月1日 - 日和田町が郡山市、安積郡全町村および田村郡田村町と合併し新たな郡山市が設立され、郡山市の大字となる。

## 世帯数と人口
2024年1月1日現在の世帯数と人口は以下の通りである。
| 大字           | 世帯数  | 人口  |
| -------------- | ------- | ----- |
| 日和田町八丁目 | 210世帯 | 434人 |

## 小・中学校の学区
市立小・中学校に通う場合、学区は以下の通りとなる。
| 番地 | 小学校               | 中学校               |
| ---- | -------------------- | -------------------- |
| 全域 | 郡山市立日和田小学校 | 郡山市立日和田中学校 |

## 交通

### 道路
- 磐越自動車道
  - 新阿武隈川橋
- 福島県道115号三春日和田線
  - 小和滝橋
- 一級市道45号八丁目高倉線

## 施設等
- 保福寺
- 大山津見神社
- 鹿島神社